# 胡桃醌
胡桃醌，一种含萘核的醌类。

## 性质
从苯+石油醚中结晶出的胡桃醌为黄色针状结晶。微溶于热水，可溶于乙醇、乙醚，以任意比溶于苯、氯仿。溶于碱液呈紫红色。可升华，可随水蒸气蒸发。

## 制取
胡桃醌以氢化胡桃醌（氢醌）的苷的形式存在于胡桃科植物胡桃及其同属黑核桃的未成熟外果皮（青皮）中。可从天然提取，也可由5,8-二羟基-1-萘满酮被氧化银、二氧化锰或2,3-二氯-5,6-二氰对苯醌氧化制备。

## 用途
胡桃醌具止血和抗菌性质，可用于发癣、湿疹和牛皮的治疗。也可用作除草剂、天然色剂。